# Nordische Skiweltmeisterschaften 1930/Teilnehmer (Jugoslawien)
| Goldmedaillen | Silbermedaillen | Bronzemedaillen |
| ------------- | --------------- | --------------- |
| —             | —               | —               |

Jugoslawien nahm an den 7. Nordischen Skiweltmeisterschaften, die vom 22. Februar bis 3. März 1930 in Oslo in Norwegen ausgetragen wurden, mit drei Skisportlern teil. 
Die jugoslawischen Skiläufer, die in der kurz davor ausgetragenen nationalen Skimeisterschaft ihres Landes die ersten drei Ränge belegt hatten, traten in allen offiziellen Disziplinen an. Das beste Ergebnis erzielte Joško Janša mit einem 57. Rang im Dauerlauf über 50 Kilometer.
An den nicht zu den Weltmeisterschaften zählenden Militärwettkämpfen beteiligten sich die Südslawen im Gegensatz zu den letztjährigen FIS-Rennen in Zakopane diesmal nicht.  

## Teilnehmer und Ergebnisse
| Sportler            | Verein                   | Skilanglauf 17 km | Skilanglauf 50 km | Skispringen K-50 | N. Komb. 18 km / K-50 | Patrouille 28 km |
| ------------------- | ------------------------ | ----------------- | ----------------- | ---------------- | --------------------- | ---------------- |
| Janko Janša         | SK Ilrija Ljubljana      | 81.               | 86.               | DNS              | 76.                   | –                |
| Joško Janša         | SK Ilrija Ljubljana      | 82.               | 57.               | DNS              | 73.                   | –                |
| Bogomir Šramel-Fric | Smučarski Klub Ljubljana | DNF               | DNS               | 117.             | DNF                   | –                |

## Legende
- DNS = Did not start (nicht gestartet)
- DNF = Did not finish (nicht beendet bzw. aufgegeben)